# Koh Tang
Koh Tang là một hòn đảo nhỏ thuộc tỉnh Sihanoukville của Campuchia trong vịnh Thái Lan, cách bờ biển đất liền của Campuchia khoảng 23 hải lý về phía tây nam. Cư dân trên đảo phần đông là người Khmer, lực lượng quân sự đóng tại đây là lực lượng Quân đội Hoàng gia Campuchia. Trong tiếng Khmer, Koh có nghĩa là đảo.
Sử Việt thế kỷ 19 ghi địa danh này là Hòn Thăng.

## Chủ quyền
Theo phía Việt Nam, từ đầu thế kỷ 18 cho đến trước năm 1939, về lịch sử và pháp lý, toàn bộ các hải đảo giữa Việt Nam và Campuchia thuộc chủ quyền của Việt Nam, hay đúng ra là thuộc Nam Kỳ. Chỉ từ năm 1939, Campuchia mới chính thức quản lý về mặt hành chính và cảnh sát các đảo ở phía Bắc một vạch đường thẳng từ đất liền ra khơi do sự dàn xếp của Toàn quyền Đông Dương Joseph Jules Brévié. Vạch này mang tên đường Brévié, chạy vòng lên phía bắc đảo Phú Quốc. Tuy vậy, chính quyền Nam Kỳ và sau đó là chính quyền Việt Nam Cộng hòa không cho đó là ranh giới mà chỉ là đường kiểm soát hành chánh chứ không phải chủ quyền sở hữu. Việt Nam Cộng hòa vì vậy vẫn coi các đảo Trọc (Đảo Wai), Phú Dự (tức Koh Thmei ngày nay), Tiên Mối (tức Koh Sess ngày nay) và nhóm Bắc Hải Tặc (tức nhóm đảo Kongpong Som ngày nay) thuộc chủ quyền Việt Nam. Đến năm 1956, Campuchia đưa quân ra chiếm đảo Phú Dự, chiếm nhóm đảo Bắc Hải Tặc năm 1958 và đảo Wai năm 1966.
Mãi đến năm 1982, hai nước mới chính thức lấy đường Brévié làm ranh giới phân chia đảo.

## Xung đột
Hòn đảo này là nơi xảy ra trận đánh cuối cùng của lực lượng quân sự Mỹ tại Đông Dương trong các thập kỷ 1960, 1970. Ngày 15 tháng 5 năm 1975, lực lượng Thủy quân Lục chiến Mỹ trên các trực thăng của Không lực Mỹ đã đổ bộ xuống đảo để hy vọng tìm được thủy thủ đoàn của tàu chở hàng SS Mayagüez. Nhưng thủy thủ đoàn của con tàu này không có trên đảo như thông tin của tình báo Mỹ mà đã bị chuyển từ tàu tới Sihanoukville hay còn gọi là Kampong Som, một thành phố cảng gần đó của Campuchia. Việc lực lượng Khmer Đỏ bắt giữ tàu và cuộc tấn công vào đảo Koh Tang sau đó đã được biết đến với cái tên Sự kiện Mayagüez.